# Chaocipher
Chaocipher是John F. Byrne于1918年设计出的一套加密系统。 1954年，他在他的自传《Silent Year》中加入了一个用Chaocipher加密后的消息作为谜题来挑战读者。2010年5月，Byrne家族将所有与Chaocipher相关的文件和物件捐献给美国国家密码博物馆（英版维基百科资料（页面存档备份，存于）），Chaocipher的加密方式才就此大白于天下，书中的谜题也由此得到破解（页面存档备份，存于）。

## 加密方式

### 实体模型
实体的加密机模型由两个密码盘和基座组成，基座内有齿轮，保证与密码盘连接的两个齿轮旋转方向相反，转速相同。密码盘分为左盘和右盘，左盘为加密后的字母（密文），右盘为加密前的字母（明文）。密码盘可从齿轮上快速卸下。密码盘上各有26个字母，每个字母可从密码盘上快速卸下。
标准的Chaocipher密码字母盘如下：

```
左盘（按逆时针方向排列）: HXUCZVAMDSLKPEFJRIGTWOBNYQ

右盘（按顺时针方向排列）: PTLNBQDEOYSFAVZKGJRIHWXUMC
```

各个人可以指定各自的字母盘
定义两个位置：高点（+），低点（*）（在密码盘上位置相对）。在我们用字符串表示出的密码盘状态里，两个位点分别对应第一位和第十四位。

## 加密过程

### 准备工作
1、选定一个初始状态：这里我们简单点，就以上面给出的标准盘的顺序。当然我们也可以比如说让左盘从W开头（WOBNYQ...）。加密的文字我们用WELLDONEISBETTERTHANWELLSAID（说得好不如做得好）

### 获取密文
2、在右盘中找到要加密的字母，这里是W。
3、找出W对应的密文（实物模型上相当于将右盘旋转使W在高点，因为会带动左盘，左盘高点对应的字母就是密文。在字符串里我们先直接用感叹号表示出来），这里是O，记下来。

```
标识：+            *       !

左：  HXUCZVAMDSLKPEFJRIGTW
O
BNYQ

右：  PTLNBQDEOYSFAVZKGJRIH
W
XUMC
```

### 更改码盘
这里是Chaocipher的精髓，通过对码盘的时时变换，把简单的[单字母表对应]转变成了随机关键词对应。
4、刚才在实体模型上我们已经把那两个字符都转到了高位上，但是字符串这儿还没有。转一下。

```
标识：+            *       

左：  OBNYQHXUCZVAMDSLKPEFJRIGTW

右：  WXUMCPTLNBQDEOYSFAVZKGJRIH
```

5、把左盘高位字母逆时针方向的第一个字母取下来（字符串的第二个字母）

```
标识：+            *       

左：  O.NYQHXUCZVAMDSLKPEFJRIGTW

右：  WXUMCPTLNBQDEOYSFAVZKGJRIH
```

6、把从逆时针第二个字母（字符串第三个字母）到低位的所有字母前移一位，并把刚才取下的字母放到低位

```
标识：+            *     

左：  ONYQHXUCZVAMD
B
SLKPEFJRIGTW

右：  WXUMCPTLNBQDEOYSFAVZKGJRIH
```

7、现在是右盘。转变方式和左盘不同！先将右盘向逆时针方向旋转一位（对于实体模型，要把右盘卸下来，因为这一步不能带动左盘旋转），也就是在字符串上将右盘每个字符前移一位，第一个字符放到最后。

```
标识：+            *       

左：  ONYQHXUCZVAMDBSLKPEFJRIGTW（左盘不动）

右：  XUMCPTLNBQDEOYSFAVZKGJRIHW
```

8、把右盘高位字母顺时针方向的第二个字母取下来（字符串的第三个字母）

```
标识：+            *       

左：  ONYQHXUCZVAMDBSLKPEFJRIGTW

右：  XU.CPTLNBQDEOYSFAVZKGJRIHW
```

9、把从逆时针第三个字母（字符串第四个字母）到低位的所有字母前移一位，并把刚才取下的字母放到低位

```
标识：+            *       

左：  ONYQHXUCZVAMDBSLKPEFJRIGTW

右：  XUCPTLNBQDEOY
M
SFAVZKGJRIHW
```

10、重复获取密文和更改码盘这两个部分直到加密完成。

## 解码过程
跟加密大同小异，只是要从左盘的密文找到右盘对应的明文罢了，码盘更改方式是一样的。